# Karol d'Abancourt de Franqueville (quân nhân)

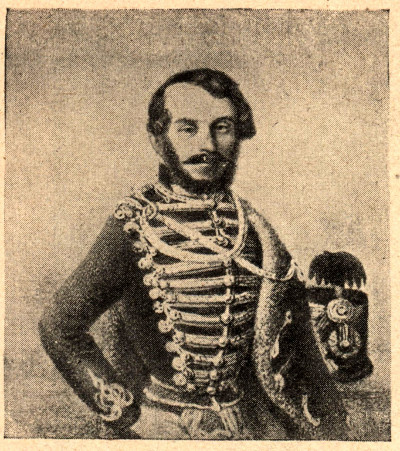
Karol d'Abancourt de Franqueville

Karol d'Abancourt de Franqueville (1811 - 16 tháng 10 năm 1849) là một quân nhân Ba Lan, người đã lãnh đạo lực lượng người Ba Lan và Hungary chống lại quân Áo năm 1848. Ông bị xử tử vào ngày 16 tháng 10 năm 1849.